# Устюгов, Александр Сергеевич
Алекса́ндр Серге́евич Устю́гов (род. 17 октября 1976, Экибастуз, Павлодарская область) — российский актёр театра, кино, телевидения и дубляжа, режиссёр театра и кино, кинокомпозитор, музыкант. Известность ему принесла роль Романа Шилова в телесериале «Ментовские войны».
Также известен по ролям в таких фильмах и телесериалах, как «Отцы и дети» (2008), «Привет от „Катюши“» (2013), «Чума» (2015), «Двадцать восемь панфиловцев» (2016), «Викинг» (2016), «Золотая Орда» (2018), «Годунов» (2018—2019), «Лучше, чем люди» (2018—2019), «Союз спасения» (2019), «Рикошет» (2020), «Бешенство» (2023).

## Биография
Родился 17 октября 1976 года в городе Экибастузе Павлодарской области Казахской ССР, ныне Республика Казахстан.
По окончании экибастузской средней общеобразовательной школы поступил в ПТУ № 18 на специальность «слесарь-электрик по ремонту, монтажу и демонтажу горного оборудования». Окончил ПТУ с отличием, параллельно работая на угольном разрезе «Восточный».
Пять лет учился в художественной школе у С. П. Пантелеева (1988—1993). Занимался боксом в ДЮСШ «Жасыбай» (1988—1994).
В 1993 году поступил в Омскую государственную академию путей сообщения на специальность «инженер вагоностроения». Три семестра проучился там на очном отделении, затем перевёлся на заочное в связи с поступлением на работу в Омский ТЮЗ осветителем, а затем влился и в актёрскую труппу театра, где исполнял роли Паука в «балетной феерии в стихах из жизни насекомых» «Муха-Цокотуха» в постановке Бориса Кричмара.
В 1996 году поступил в Омский областной колледж культуры и искусства на курс Л. И. Михайловой. Окончив его, переехал в Москву, где в 1999 году поступил в Высшее театральное училище имени Б. В. Щукина (курс Родиона Юрьевича Овчинникова).
В 2003 году, по окончании училища, был приглашён в труппу Российского академического молодёжного театра (РАМТ) в Москве, в котором работал по 2014 год.
В 2014 году переехал жить в Санкт-Петербург.
Увлекается боксом, фотографией, мотоциклами, музыкой, занимается реставрацией антикварной мебели, мечтает открыть в Санкт-Петербурге музей точёной русской игрушки. Создаёт собственные коллекции деревянных точёных игрушек, которые изготавливаются и расписываются вручную.

### Общественная деятельность
В августе 2021 года Александр Устюгов на своём мотоцикле Indian отправился в благотворительный мотопробег из Санкт-Петербурга до Горного Алтая и обратно в поддержку мальчика, у которого редкое генетическое заболевание спинальная мышечная атрофия (СМА) 1-го типа. Цель мотопробега была привлечь внимание к проблеме борьбы со СМА 1-го типа в России. Устюгов побывал более чем в двадцати городах. При этом график и маршрут пришлось корректировать, т.к. в каждом городе актёру организовывали встречи и это нарушало тайминг. Мотопробег длился 28 календарных дней. Время за рулём мотоцикла составило 158 часов. Протяжённость пути почти 12 000 километров. 

## Личная жизнь
В августе 2005 года женился на актрисе Янине Соколовской, с которой учился вместе на одном курсе в театральном училище имени Щукина. В ноябре 2007 года у них родилась дочь Евгения, а в 2015 году брак распался.
В сентябре 2015 года женился на дочери бизнесмена Игоря Озара — Анне Озар, но через три месяца брак распался.

## Творчество

### Студенческие и дипломные работы
Работа на сцене началась ещё в процессе обучения в Омском областном колледже культуры и искусства (при ОмТЮЗе) курс В. А. Рубанова и Л. И. Михайловой и Театральном училище имени Щукина курс Р. Овчинникова.

##### Омский областной колледж культуры и искусства
1996—1999 годы
- А. Милн «Некто в котелке» — Герой (диплом)
- А. Пушкин «Сказка о царе Салтане» — постановка совместно с В. Рубановым (Омский ТЮЗ)

##### Театральное училище имени Щукина
1999—2004 годы
- Г. Белых, Л. Пантелеев «Республика ШКИД» — Сорока-Росинский Виктор Николаевич (2 курс)
- Чарльз Диккенс «Домби и сын» — Мистер Домби. Педагоги: Ю. Авшаров, П. Любимцев (2 курс)
- Н. Гоголь «Портрет» — художник Чартков. Режиссёр-педагог: В. Поглазов (Диплом курса А. Граве)
- Ф. Шиллер «Мария Стюарт» — Роберт Дадли, граф Лестер. Режиссёры-педагоги: Р. Овчинников, П. Любимцев (Диплом)
- М. Горький «Варвары» — Черкун Егор Петрович. Режиссёр-педагог: В. Поглазов (Диплом)
- А. Володин «Пять вечеров» — Ильин. Режиссёр-педагог: Ю. Нифонтов (Диплом)
- С. Маршак «Горя бояться — счастья не видать» — Дровосек. Режиссёр-педагог: П. Любимцев (Диплом)
- 2003 — А. Устюгов «А зори здесь тихие…» — автор инсценировки по повести Б. Васильева А. Устюгов. Режиссёр: А. Устюгов (Диплом)
- 2004 — Леонард Герш «Эти свободные бабочки» — Режиссёр-педагог: А. Устюгов (Диплом курса М. Борисова)

### Роли в театре

#### Омский театр для детей и молодёжи
1995—1999 годы
- «Муха-Цокотуха» (балетная феерия). Режиссёр: Борис Кричмар, балетмейстер: В. Тзапташвили — Паук
- «Бременские музыканты» (Ю. Энтин, В. Ливанов). Режиссёр: В. Рубанов — Кот
- «Принц и нищий» (по произведению М. Твена). Режиссёр: И. Макаров — Принц
- «Алёша» (В. Чижов, Г. Чухрай). Режиссёр: В. Рубанов — Солдат на станции
- «Вор» (Э. де Филиппо). Режиссёр: А. Горбатый — Горожанин
- «Урфин» (С. Долгушин). Режиссёр: В. Рубанов — Деревянный солдат

#### Российский академический молодёжный театр
- 2001 — «Лоренцаччо» А. де Мюссе. Режиссёр: Алексей Бородин — Изгнанник
- 2003 — «Тень» Е. Л. Шварца. Режиссёр: Юрий Ерёмин — Теодор-Христиан, Тень
- 2004 — «Роман с кокаином» М. Агеева. Режиссёр: Олег Рыбкин — Главврач
- 2004 — «Идиот» по Ф. М. Достоевскому. Режиссёр: Режис Обадиа — Парфён Рогожин
- 2006 — «Самоубийца» Н. Р. Эрдмана. Режиссёр: Вениамин Смехов — Калабушкин
- 2007 — «Берег Утопии» Т. Стоппарда (трилогия). Режиссёр: Алексей Бородин — Иван Сергеевич Тургенев
- 2008 — «Rock’n’Roll Life» (театральный концерт) — электрогитара, вокал

#### Театр «Ателье»
- 2006 — «Дед Мороз — мерзавец»[14] Ж. Баласко, М.-А. Шазель, К. Клавье, Ж. Жюньо, Т. Лермитт, Б. Мойно. Режиссёр: С. Алдонин — Кати
- 2014 — «История любви. Комедия ошибок»[15] по пьесе Ж. Сиблейраса. Режиссёр: Дайнюс Казлаускас — Леон

#### Спектакли и роли в других театрах
- 2021 — «Чапаев и Пустота» по роману Виктора Пелевина. Режиссёр: Павел Урсул — Чапаев (Продюсерский центр «Новый театр»)

### Режиссёрские постановки в театре

#### Омский ТЮЗ
- 1999 — А. Пушкин «Сказка о царе Салтане» — постановка совместно с В. Рубановым (Омский ТЮЗ)

#### РАМТ
- 2005 — «А зори здесь тихие…» инсценировка А. Устюгова по повести Б. Васильева

#### «Независимый театральный проект»
- 2010 — «Девочки из календаря»[16] по пьесе Тима Фёрта

#### Другие театры
- 2012 — «TODD» — рок-мюзикл. Основой послужила пьеса Кристофера Бонда, которая, в свою очередь, является переложением городских легенд о серийном убийце Суини Тодде. («Театральное дело»)
- 2013 — «Бонобо» Лоран Баффи (в ТОП-театре)

### Актёрские работы в кино
- 2002 — Звезда — немецкий солдат (в титрах не указан)[17]
- 2002 — Марш Турецкого 3 (серия «Война компроматов, или Фабрика грёз») — швейцар в казино
- 2003 — Повелитель эфира — охранник
- 2003 — Кодекс чести — Матвей Салахов, киллер
- 2003 — Операция «Цвет нации» — водитель Коля
- 2004 — Ландыш серебристый — Коля, шофёр Козлова
- 2004 — Ментовские войны (серии «Старший оборотень по особо важным делам» и «Недетские игры») — Роман Георгиевич Шилов
- 2005 — Адъютанты любви — Платон Платонович Толстой
- 2005 — Ментовские войны 2 (серии «За неделю до весны», «Закон джунглей» и «В условиях неочевидности») — Роман Георгиевич Шилов
- 2006 — Петя Великолепный — Пётр Котельников
- 2006 — Обратный отсчёт — помощник Мартина, таксист
- 2006 — Ментовские войны 3 (серии «Казаки-разбойники», «Образ врага» и «Второй фронт») — Роман Георгиевич Шилов
- 2007 — Иное (серия «Сила желания») — Алексей
- 2007 — Диверсант. Конец войны — «Бурый», вор в законе
- 2008 — Ментовские войны 4 (серии «Золотая стрела» и «Провокатор») — Роман Георгиевич Шилов
- 2008 — Отцы и дети — Евгений Базаров, нигилист
- 2008 — Ментовские войны. Эпилог — Роман Георгиевич Шилов
- 2009 — Частный сыск полковника в отставке (фильм «Сувенир от Парфюмера») — Шангин
- 2009 — Черчилль (фильм «Ключ от сердца») — Дмитрий Сафронов, врач
- 2009 — Возвращение Синдбада — Мария Луис Ортега Фалькон
- 2010 — Государственная защита (фильм «Матрёшка») — телережиссёр
- 2010 — Берег утопии / Bereg utopii — Иван Тургенев, поэт и писатель
- 2010 — Сёстры Королёвы — Даниил Маркович, инвестор
- 2010 — Дорогой мой человек — майор Сергей Козырев
- 2010 — Ментовские войны 5 (серии «Другая река», «С чистой совестью», «Лицом к лицу» и «Голова Медузы») — Роман Георгиевич Шилов
- 2011 — Печали-радости Надежды — Олег, бизнесмен
- 2011 — Ментовские войны 6 (серии «Банда», «Исполнитель желаний», «Честь мундира» и «Русская рулетка») — Роман Георгиевич Шилов
- 2012 — Привет от «Катюши» — Александр Ермаков
- 2012 — Снайперы: Любовь под прицелом — Виктор Субботин, командир спецотряда
- 2012 — Ментовские войны 7 (серии «Змея в траве», «Каратель», «Гонка на выживание», «Граница зла», «Невские партизаны» и «Корм для акулы») — Роман Георгиевич Шилов
- 2013 — Уйти, чтобы остаться — Владимир Морозов
- 2013 — Цветы зла — Валерий Финнер, психолог
- 2013 — Моя фамилия Шилов — Роман Георгиевич Шилов
- 2014 — Солнечный удар — морской офицер
- 2014 — След тигра — Влад Сажин, главарь преступной группировки
- 2014 — Ментовские войны 8 (серии «Игра на чужом поле», «Большой брат», «Китайская ничья» и «Последняя война») — Роман Георгиевич Шилов
- 2015 — Чума — Михаил Табаков (Табак)
- 2015 — Ментовские войны 9 (серии «Первый уровень», «Невидимки в темноте», «Сафари на охотников» и «Адвокат для генерала») — Роман Георгиевич Шилов
- 2016 — Двадцать восемь панфиловцев — красноармеец Иван Москаленко[18]
- 2016 — Викинг — Ярополк Святославич, великий князь киевский
- 2016 — Золотой транзит — Евсей Чёрный
- 2016 — Ментовские войны 10: «Кукловоды», «Окончательный расчёт», «Доверенное лицо», «Лабиринт» — Роман Георгиевич Шилов
- 2017 — Ментовские войны 11: «Вертикаль безвластия», «Право убивать» — Роман Георгиевич Шилов
- 2017 — Лучик — Глеб Давыдов
- 2018 — Золотая Орда — Великий князь Владимирский Ярослав Александрович[19]
- 2018 — Восемь бусин на тонкой ниточке — Матвей
- 2018 — Ментовские войны 11 (финал сериала): «Неприкасаемые», «Власть и закон» — Роман Георгиевич Шилов
- 2018 — Годунов — Фёдор Романов
- 2018 — Лучше, чем люди — Виктор Торопов, глава компании «CRONOS»
- 2018 — Петербург. Любовь. До востребования — Фёдор
- 2019 — Годунов. Продолжение — Фёдор Романов / патриарх Филарет
- 2019 — Союз спасения — Алексей Орлов
- 2020 — Рикошет — Артём Волков (Денис Родченко), бывший криминальный авторитет
- 2020 — Охота на певицу — Владислав Сергеевич Гордин, подполковник МВД
- 2021 — Белый снег — Виктор Ткаченко
- 2021 — Вампиры средней полосы — Клим, вампир
- 2021 — Налёт 2 — Анатолий Паврос
- 2021 — Миссия «Аметист» — Илья Морев, полковник СВР
- 2021 — Близнец — Павел Руднев / Андрей Полетаев
- 2021 — Ага — Василич, командир СОБР
- 2021 — Вертинский — Серж
- 2021 — Метод Михайлова — Максим Михайлов, хирург
- 2021 — Алиби — Алексей Фёдорович Завадский, актёр
- 2022 — Агент национальной безопасности 6. Возвращение — Казанков
- 2022 — Киллер — Иван
- 2022 — Художник — Андрей Сергеевич Кривцов, полковник госбезопасности
- 2022 — Союз Спасения. Время гнева — Алексей Орлов
- 2022 — Столичная штучка — Валера
- 2022 — За нас с вами — Борис
- 2023 — Бешенство — Роман
- 2023 — Балканский ветер / Juzni vetar. Na granici — Леонид
- 2023 — До рассвета — фронтмен
- 2023 — Банда «ЗИГ ЗАГ» — Феликс Свидерский
- 2024 — Зло — Шорин
- 2024 — Спасение капитана Максимова — Пётр Степанов
- 2024 — Первый номер — Иосиф Горелкин, глава международного медиахолдинга
- 2024 — Столыпин — Пётр Аркадьевич Столыпин
- 2024 — Последний богатырь. Наследие — Северин
- 2024 — Любовь Советского Союза — Иосиф Сталин
- 2025 — Князь Андрей
- 2026 — Смешарики. Сквозь вселенные — папа Кирилла, Жени и Ани Дивовых

### Режиссёрские работы в кино
- 2010 — Государственная защита (телесериал, НТВ)
- 2012 — Служу Советскому Союзу! (телефильм, НТВ)
- 2015 — Чума (совместно с Алексеем Козловым) (телесериал, НТВ)

### Кинокомпозитор
- 2023 — До рассвета

### Озвучивание
- 2004 — Марина Цветаева. Страсти по Марине — закадровый текст
- 2014 — Профессионал — Андрей Зубов (роль Алексея Лобанова)
- 2017 — Ютуб-постановка «Гамлет Forever» — Клавдий
- 2018 — Документальный фильм «Арктика-Антарктика. Остановка по требованию» — полярник Георгий Седов
- 2019 — Музыкальный спектакль на льду «Настоящий Щелкунчик» — Дроссельмейер

#### Аудиокниги
- 2009 — Аудиоспектакль «О. Генри. Родственные души и другие рассказы»
- 2014 — Аудиоспектакль «Гилберт Кит Честертон. Приключения отца Брауна»

## Музыкальная карьера
В 2015 году Александр Устюгов создал музыкальный коллектив под названием «Ekibastuz». Группа выступает в жанре «Питерский рок».
19 сентября 2015 года состоялось первое выступление группы в Санкт-Петербурге в яхт-клубе «Балтиец», этот день считается днём рождения группы.
19 января 2017 года в концертном зале «Колизей» состоялась презентация дебютного альбома — «Дороги». Альбом включает в себя 15 треков.
17 октября 2018 года в клубе «Зал ожидания» прошла презентация второго альбома группы — «Зал ожидания». Альбом включает в себя 10 треков. Средства на его запись, как и на запись первого альбома, были собраны на краудфандинговой платформе Planeta.ru.
В 2019 году Устюгов и группа записали песню «Обнуляю», которая вошла в саундтрек к сериалу «Рикошет».
12 ноября 2020 года состоялась премьера третьего студийного альбома группы под названием «Московская любовь». Альбом включает в себя 14 треков.
В 2023 году вышел четвертый альбом группы под названием «Слово Любовь», который включает в себя 12 песен.
В 2025 году Устюгов выпустил свой первый сольный альбом «Песни Высоцкого», состоящий, как понятно из названия, из кавер-версий песен Владимира Высоцкого.
Состав группы «Ekibastuz»:
- Александр Устюгов — вокал, гитара
- Сергей Монахов — гитара, бэк-вокал
- Сергей Горбачёв — контрабас, бас-гитара, бэк-вокал
- Сергей Петров — аккордеон
- Павел Возлинский — ударные
- Алексей Пушкарёв — труба
- Екатерина Устюгова — бэк-вокал [покинула коллектив]

## Признание и награды

### Награды и звания
- Звание «Почётный гражданин Экибастуза», 31 мая 2017 года, присвоено за вклад в социально-экономическое развитие Экибастузского региона, активное участие в общественной жизни города и активную гражданскую позицию (решение внеочередной XVІI сессии VІ созыва Экибастузского городского маслихата от 31 мая 2017 года 145/17)[22]

### Премии
- Премия «Московские дебюты», 2003 год, за роль Тени (Теодор-Христиан) в спектакле «Тень» Е. Л. Шварца (РАМТ)
- Премия «Чайка», 2003 год, в номинации «Злодей» за роль Тени (Теодор-Христиан) в спектакле «Тень» Е. Л. Шварца (РАМТ)
- Премия «Чайка», 2004 год, совместно с актрисой Ириной Низиной в номинации «Некоторые любят погорячее» за роль Рогожина в спектакле «Идиот» (РАМТ)
- Гран-при фестиваля «Твой шанс», 2005 год, за спектакль «Эти свободные бабочки» Л. Герша
- Премия «Шансон года», 2022 год, за песню «Чёрное золото» (песня В. Высоцкого 1970 года, второе название «Гимн шахтёров»)

### Номинации
- 2018 — номинация на премию «NCA Saint Petersburg Music Awards» в категории «Поющий актёр»
- 2018 — номинация на премию "ОК! Awards «Больше чем звёзды» в категории «Главный герой. Телефильмы» за главную роль в сериале «Золотая Орда»[23]